# Lutter am Barenberge
Lutter am Barenberge település Németországban, azon belül Alsó-Szászország tartományban. Lakosainak száma 2310 fő (2019. szeptember 30.). Lutter am Barenberge Bockenem, Hahausen, Langelsheim és Wallmoden községekkel határos.

## Népesség
A település népességének változása:
| Lakosok száma | 2422 | 2362 | 2313 | 2310 |
|               | 2011 | 2016 | 2017 | 2019 |